# مارک واشکه
مارک واشکه (آلمانی: Mark Waschke؛ زادهٔ ۱۰ مارس ۱۹۷۲) بازیگر تئاتر، بازیگر سینما و بازیگر تلویزیون اهل آلمان است.
از فیلم‌هایی که وی در آن نقش داشته‌است، می‌توان به باربارا، بودنبروک‌ها، هابرمان و تاریک اشاره کرد.